# Kelly Petillo
Cavino Michele "Kelly" Petillo, né le 5 décembre 1903 à Philadelphie (Pennsylvanie) et mort le 30 juin 1970 à Los Angeles (Californie), est un pilote automobile américain, vainqueur des 500 miles d'Indianapolis.

## Biographie
Sa première course en AAA eut lieu lors de l'Indy 500 de 1932, et sa dernière à Syracuse en janvier 1941.
Il offrit à Offenhauser sa première victoire à Indianapolis.
En 1937 il participa à la Coupe Vanderbilt (abandon).
Un temps incarcéré, il décéda d'emphysème.

## Titre
- American Championship car racing (AAA): 1935 (avec le team Gilmore Speedway);

## Victoires en championnat AAA
(4 victoires et 2 pole positions, pour 21 courses disputées entre 1932 et 1941)
- 1934 (sur Miller): Mines Field;
- 1935 (sur Offy): International 500 Mile Sweepstakes (Indy 500), avec la Wetteroth-Offenhausen du Kelly Petillo team, Saint Paul100  et Langhorne 100.

(nb: en  9 participations à l'Indy 500 de 1932 à 1941, il a aussi obtenu une pole position en 1934)